# أرينا بنتانال
أرينا بنتانال هو ملعب متعدد الاستخدامات في كويابا، البرازيل. اكتمل بناؤه في عام 2012، يستخدم غالباً لمباريات كرة القدم، وكان من الملاعب التي خصصت لاستضافة مباريات كأس العالم خلال نهائيات كأس العالم 2014. يمكن للملعب استيعاب 42.500 شخص.